# Woody Norman
Woody Norman, född 12 mars 2009, är en brittisk skådespelare.
Norman har bland annat medverkat i filmerna The Last Voyage of the Demeter och Cobweb från 2023 samt filmen Passagen från 2025.

## Filmografi (i urval)
- 2017 – Den vita prinsessan (TV-serie)
- 2023 – The Last Voyage of the Demeter
- 2023 – Cobweb
- 2025 – Passagen